# インドの競馬
インドの競馬（インドのけいば）では、インドにおける競馬について記述する。

## 歴史
- 1769年、カルカッタ（現在のコルカタ）の近郊でイギリス人が初めて競馬を開催する[1]
- 1777年、マドラス（現在のチェンナイ）に最初の競馬場（現チェンナイ競馬場）開設[2]。
- 1800年、最初の競馬統括機関であるボンベイ・ターフクラブ（現在のロイヤル・ウェスタン・インディア・ターフクラブ）設立[1]。
- 1820年、カルカッタ競馬場開設[1]。
- 1847年、ロイヤル・カルカッタ・ターフクラブ設立[1]。

## 特徴
インドにおける競馬は200年以上の歴史を有する。最初の競馬場は、1777年にマドラス（現在のタミル・ナードゥ州チェンナイ）に開設された。現在までにインドでは競馬および馬産が発展し、6つのターフクラブが運営する9か所の競馬場で競走が開催されている。

### 競馬統括機関
以下の6つのターフクラブがターフ・オーソリティーズ・オブ・インディアを構成する。
- ロイヤル・ウェスタン・インディア・ターフクラブ（マハーラーシュトラ州ムンバイ・プネー）
- ロイヤル・カルカッタ・ターフクラブ（西ベンガル州コルカタ）
- マドラス・レースクラブ（タミル・ナードゥ州チェンナイ・ウーティ)
- バンガロール・ターフクラブ（カルナータカ州ベンガルール）
- ハイデラバード・レースクラブ（テランガーナ州ハイデラバード）
- マイソール・レースクラブ（カルナータカ州マイスール）

### 競走

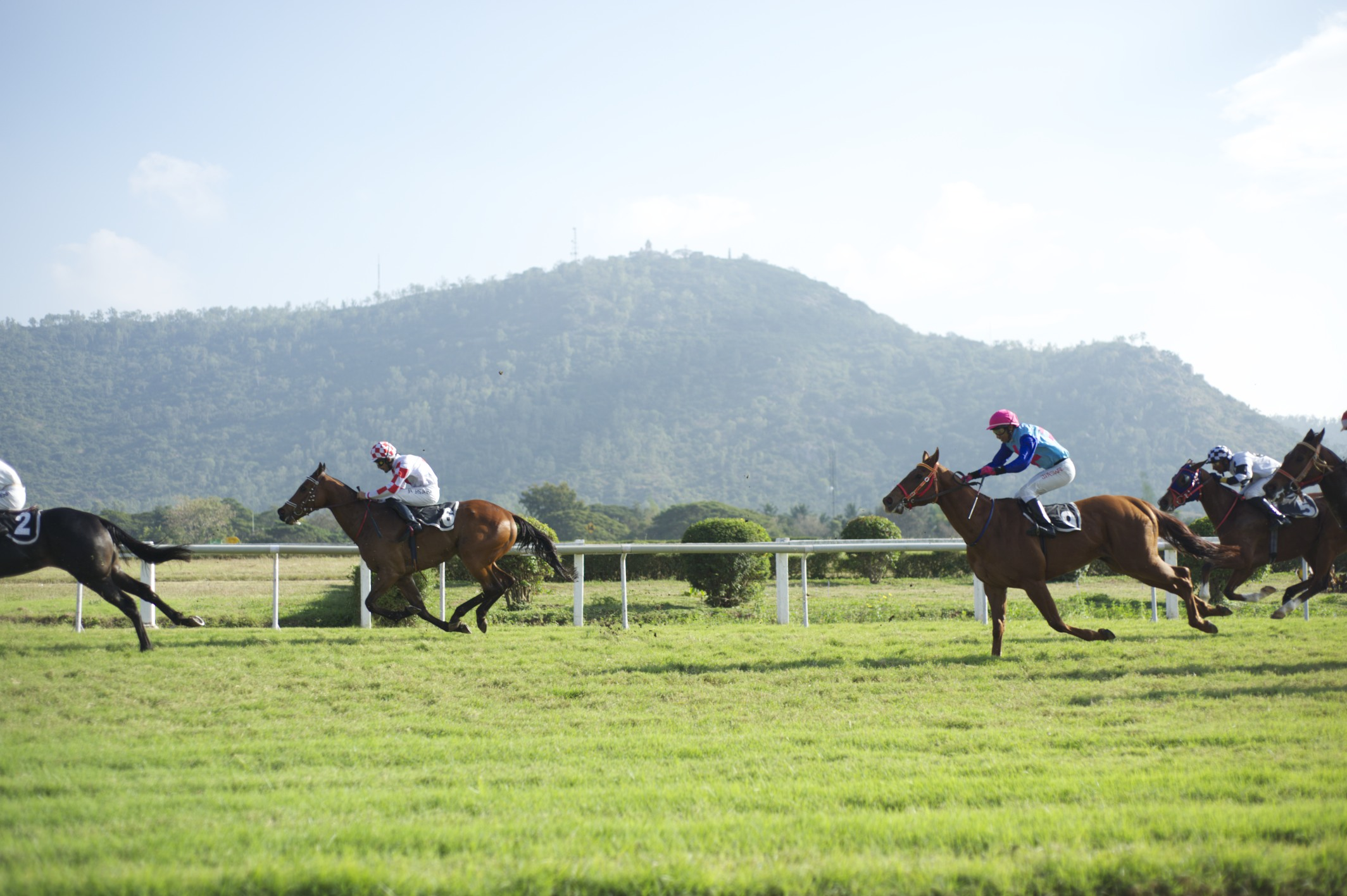
マイソール競馬場

年間の競走開催数は6つのターフクラブ合計で2500前後。
ターフクラブをまたぐ大競走としてはイギリスのクラシック競走に範を取った5つのクラシック競走が行われる。インド2000ギニー（3歳牡牝）とインド1000ギニー（3歳牝）はムンバイ競馬場で12月に開催される。 年をまたいでインドオークスは1月末、インドダービーは2月の第1日曜日にムンバイ競馬場で開催され、最終戦のインドセントレジャーは9月にプネー競馬場開催である。
また、3月第一週の週末に、6つのターフクラブが持ち回りで主催するインド・ターフ招待ウィークエンド（Indian Turf Invitation Weekend）が開催される。

### 馬券

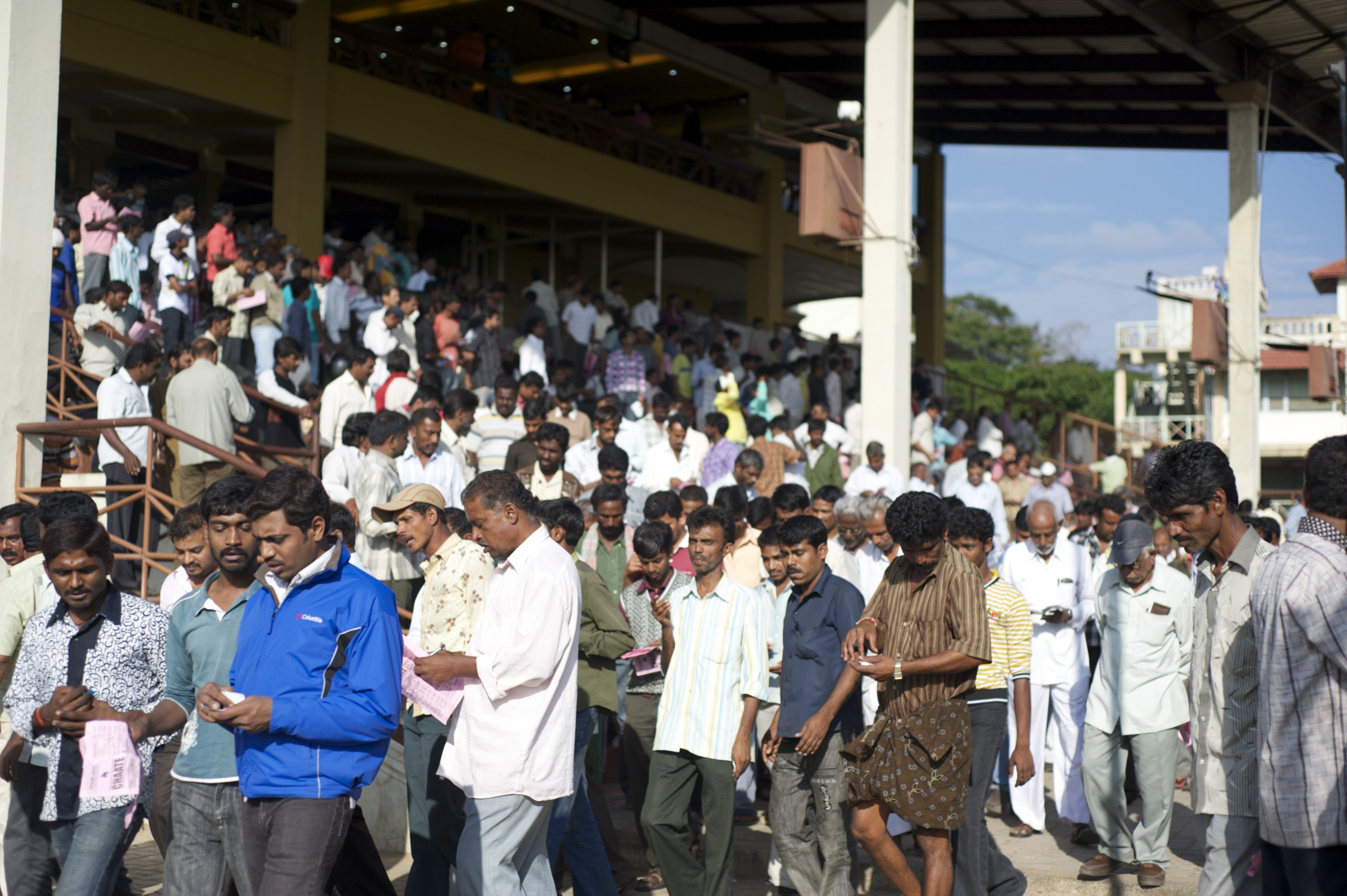
マイソール競馬場のスタンド

インドでは、インド国外に拠点を置き、客にインド・ルピーでの入出金を認めている「オフショアサイト」と呼ばれるウェブサイトを除き、賭博は厳重に禁止されているとされる。そうでありながら、競馬と宝くじは対面販売とオンラインのいずれでも合法である。すなわち、インド最高裁判所は、KRラクシュマナン博士対タミル・ナードゥ州事件（AIR 1996 SC 1153）において、競馬は運（luck）のみに基づいているのではなく、技術（skill）にも基づいていると判示した。賭博の全面禁止規定に対するこの例外の判例に基づいて、いくつかの州では認可されたブックメーカーを特別に営業許可する法律を制定している。

### 馬産
2010年代のサラブレッド生産頭数は1200頭程度。生産牧場はパンジャーブ州からグジャラート州までのインド北西部とカルナータカ州、タミル・ナードゥ州など南部に分布している。
日本の馬産とのかかわりでは1968年に顕彰馬ハクチカラが日本軽種馬協会によってインドに種牡馬として寄贈されたことが有名。2010年にはサンデーサイレンスのラストクロップ（最後の世代）であるウインレジェンドが重賞未勝利ながらインドに種牡馬として輸入され、「インドのフランケル」の異名を持つサーセシルをはじめ10頭以上のクラシック競走勝ち馬を輩出した。その後、2018年にフィエロ（マイルCS2着）、2022年にサトノインプレッサ（毎日杯1着）とディープインパクト産駒の種牡馬が相次いで輸入された。
なお、2020年代には日本の馬産地である北海道浦河町で、より待遇のよい職場を求めて来日するインド人の牧場従業員が増加している。

## 著名な競走馬
- ダークレジェンド（Dark Legend 1914年生） - イギリス産馬。1917年の英ダービーで3着に入った後インドに滞在してヴァイスロイズカップ（インド総督杯）などに勝利した[16]。
- ローズロイヤル（Rose Royal 1961年生） - 1964/1965年シーズンの1000ギニー、オークス、ダービーに勝利し牝馬クラシック三冠を達成した[17]。
- スクワンダラー（Squanderer 1973 年生） - 1976/1977年シーズンの三冠馬で、生涯成績19戦18勝。同じくラシッド・バイラムジー調教師が管理したイリューシヴピンパーネルと並んで「インド史上最強馬」と呼ばれる[18]。
- オウンオピニオン（Own Opinion 1975年生） - 1979年のインドターフ招待カップなど多くの大レースに勝利した名馬。1981年の第1回ジャパンカップに招待され、インド史上唯一の日本遠征馬となった[19]。日本では「インドのシンザン」の通称で有名[20]。
- イリューシヴピンパーネル（Elusive Pimpernel 1991年生） - 1994/1995年シーズンの2000ギニーとダービーを無敗で制し、脚部不安でセントレジャーを回避し三冠達成はならなかったものの23戦22勝の成績を残した「インド史上最強馬」[18]。
- ミスティカル（Mystical 2002年生） - インド国内8連勝で2007年のドバイワールドカップカーニバルに遠征し、インド調教馬として初めてアラブ首長国連邦で勝利した[21]。
- ジャクリーン（Jacqueline 2006年生） - 2009/2010年シーズンの1000ギニー、2000ギニー、オークス、ダービーのクラシック4連勝を達成しインド史上最高賞金額を獲得した「インド史上最強牝馬」[17]。
- サーセシル（Sir Cecil 2015年生） - 日本産種牡馬ウインレジェンドの代表産駒で、2018年にデビューからインド2000ギニーまで8連勝した。通称「インドのフランケル」[22]。

## 主な競走
インドは『国際セリ名簿基準書』のパートII国であり、国内格付けでG1、G2、G3のグループ競走に格付けされている競走は、同基準書のパートIIに記載されていて、国際的にはブラックタイプで記載することのできるリステッド競走とみなされる。
『国際セリ名簿基準書』にローカルG1の国内格付け（IND G1）が記載されている競走の一覧は次のとおり。インドの競馬シーズンは毎年11月に始まるためそのシーズンにおける開催順に配列する。
| 開催月   | 競走名 | 開催地 | 馬場・距離 | 出走条件 |
| -------- | --- | --- | --- | --- |
| 12月中旬 | インド1000ギニー | ムンバイ | 芝1600m | 3歳牝 |
| 12月中旬 | インド2000ギニー | ムンバイ | 芝1600m | 3歳 |
| 1月上旬  | カルカッタダービー | カルカッタ | 芝2400m | 4歳 |
| 1月中旬  | 南インドダービー | チェンナイ | 芝2400m | 4歳 |
| 1月中旬  | インドオークス | ムンバイ | 芝2400m | 4歳牝 |
| 1月下旬  | インディアンチャンピオンカップ | カルカッタ | 芝2000m | 4歳以上 |
| 1月下旬  | バンガロールダービー | バンガロール | 芝2400m | 4歳 |
| 1月下旬  | ゴルコンダダービー | ハイデラバード | 芝2400m | 4歳 |
| 2月上旬  | インドダービー | ムンバイ | 芝2400m | 4歳 |
| 2月下旬  | ブリーダーズマルチミリオン | ムンバイ | 芝1400m | 3歳 |
| 3月上旬  | ステイヤーズカップ | 持ち回り | 芝3000m | 4歳以上 |
| 3月上旬  | スプリンターズカップ | 持ち回り | 芝1200m | 4歳以上 |
| 3月上旬  | インドターフ招待カップ | 持ち回り | 芝2400m | 4歳以上 |
| 3月上旬  | スーパーマイルカップ | 持ち回り | 芝1600m | 4歳以上 |
| 5月上旬  | ニルギリスダービー | ウーティ | 芝1600m | 3歳 |
| 6月中旬  | フィリーズチャンピオンシップ | バンガロール | 芝1600m | 3歳牝 |
| 6月下旬  | コルツチャンピオンシップ | バンガロール | 芝1600m | 3歳牡騸 |
| 7月中旬  | バンガロールサマーダービー | バンガロール | 芝2000m | 3歳 |
| 9月下旬  | インドセントレジャー | プネー | 芝2800m | 4歳 |
| 10月上旬 | デカンダービー | ハイデラバード | 芝2000m | 3歳 |
| 10月中旬 | プネーダービー | プネー | 芝2000m | 3歳 |
| 10月下旬 | マイソールダービー | マイソール | 芝2000m | 3歳 |
| 出典     | - “2023 International Cataloguing Standards Book”. International Federation of Horseracing Authorities. 2023年10月2日閲覧。 - “Pattern Race Results”. Indian Stud Book. 2023年10月2日閲覧。 | - “2023 International Cataloguing Standards Book”. International Federation of Horseracing Authorities. 2023年10月2日閲覧。 - “Pattern Race Results”. Indian Stud Book. 2023年10月2日閲覧。 | - “2023 International Cataloguing Standards Book”. International Federation of Horseracing Authorities. 2023年10月2日閲覧。 - “Pattern Race Results”. Indian Stud Book. 2023年10月2日閲覧。 | - “2023 International Cataloguing Standards Book”. International Federation of Horseracing Authorities. 2023年10月2日閲覧。 - “Pattern Race Results”. Indian Stud Book. 2023年10月2日閲覧。 |

## 主な競馬場
- カルカッタ競馬場
- ハイデラバード競馬場
- バンガロール競馬場
- ムンバイ競馬場
- チェンナイ競馬場
- マイソール競馬場